# Пимонте
Пимонте (итал. Pimonte) је насеље у Италији у округу Напуљ, региону Кампанија.
Према процени из 2011. у насељу је живело 5884 становника. Насеље се налази на надморској висини од 415 м.

## Становништво
| 1931. | 1936. | 1951. | 1961. | 1971. | 1981. | 1991. | 2001. | 2011. |
| ----- | ----- | ----- | ----- | ----- | ----- | ----- | ----- | ----- |
| 2.415 | 2.586 | 3.158 | 3.559 | 4.014 | 4.979 | 5.601 | 5.884 | 6.000 |